# Pickford's House Museum
Il Pickford's House Museum of Georgian Life and Costume sito al n° 41 di Friar Gate a Derby è una elegante casa georgiana costruita dall'architetto Joseph Pickford nel 1770 per la sua famiglia. Il museo, di proprietà e gestito dal Comune di Derby, illustra la sistemazione di un professionista del periodo tardo georgiano: il pianoterra è arredato come sarebbe stato al tempo di Pickford, e vi è anche presenta un'esposizione di abiti del Settecento e dell'Ottocento.